# Power Rangers Samurai
Power Rangers Samurai y Power Rangers Super Samurai son los títulos de la 18.ª y 19.ª temporada de la franquicia Power Rangers. Con el regreso de la franquicia a manos de Haim Saban tras casi una 10 años de producción por Disney, estas temporadas que constituyen una sola serie, fueron producidas por SCG Power Rangers, Power Rangers Productions y MarVista Entertainment, en a partir colaboración con Toei Animations, y constan de un total de 40 episodios en dos tandas de 20 (más varios especiales recopilatorios), emitidos en Nickelodeon y TeenNick del 7 de febrero de 2011 al 15 de diciembre de 2012. Como otras temporadas de la franquicia, parte de sus escenas están extraídas de la franquicia Super Sentai Series, en este caso de la serie Samurai Sentai Shinkenger.

## Argumento
Desde hace generaciones, la familia de samuráis Shiba ha luchado contra el maestro Xandred y su ejército de demonios Nighlock para evitar que, utilizando la desesperación humana, desborden las aguas del río Sanzu y con ello destruyan la civilización. En la actualidad la tarea recae en Jayden, quien con sus vasallos se ha entrenado toda su vida específicamente para esta tarea. Ahora, como Power Rangers, deberán enfrentarse a los Nighlock y frustrar sus planes.

## Personajes

### Samurai Rangers
La familia Shiba es una familia de samuráis que han ido pasándose el cargo de Red Samurai Ranger de padres a hijos. Los compañeros del Red Ranger, que se entrenan por separado durante toda su vida para el momento en que deban unirse a él, deben abandonar a sus seres queridos y romper todo el contacto con ellos cuando comienza la lucha, con el objetivo de protegerles.
- Jayden Shiba/Red Samurai Ranger: Es el 18.º y actual miembro de la familia Shiba a quien le ha tocado la tarea de luchar contra Xandred. En realidad el trabajo de Samurái le correspondía a su hermana Lauren, pero al ausentarse, Jayden tomo su cargo. Generalmente es de carácter calmado y serio, aunque tiene en cuenta los sentimientos de sus compañeros y no duda en ayudarles cuando le necesitan. Siempre está preocupado por los Rangers y en ocasiones ha luchado por su cuenta solo para protegerles del peligro. Al ser el único que conoce y puede ejecutar un ataque secreto de la familia Shiba que podría sellar a Xandred, los demás le protegen muchísimo e incluso ponen su vida en peligro para esta tarea, lo que le añade más motivos de preocupación. Es el samurái del fuego.

- Kevin/Blue Samurai Ranger: Es un joven que tuvo que renunciar a su sueño de ser nadador olímpico para convertirse en Ranger. Por su crianza estricta, es extremadamente entusiasta y se toma sus labores de Ranger muy en serio. Su feroz lealtad y entusiasmo constituyen el contrapunto cómico del equipo. Vive un estilo de vida muy disciplinado y no se despega de un horario de entrenamiento muy estricto. En términos de habilidad, es el más cercano a Jayden, y así suele liderar al equipo cuando este falta. También aprecia la creatividad de Mike, aunque no soporta su pereza. Al principio no considera a Antonio un verdadero samurái, aunque acaba abriéndose a él con el tiempo. Es el samurái del agua.

- Mia Watanabe/Pink Samurai Ranger: Es una muchacha de gran voluntad que renunció a su trabajo en un orfanato para convertirse en Ranger. De esta forma, actúa como la "hermana mayor" del equipo. Aunque es una cocinera terrible (solo Lauren puede digerir lo que ella cocina), Mia hace lo que puede, y piensa que cocina muy bien. Su madurez y optimismo une al equipo y consuela a cualquiera de ellos cuando se siente deprimido. Además, Emily la considera su modelo a seguir, y siempre intenta imitarla. Es la samurái del viento.

- Mike/Green Samurai Ranger: Es un experto jugador de videojuegos y el más rebelde, gallito y perezoso del equipo. Su motivación es hacerse más fuerte que Jayden y para lograrlo a veces se entrena concienzudamente. Al principio tiene una actitud un tanto irresponsable, al grado de que los demás se replantearan si en verdad él merecía ser un samurai, pero después de una segunda oportunidad su forma de ser va cambiando con el paso del tiempo, siendo más responsable e importante en el equipo, eso sí, sin perder la personalidad bromista y sarcástica. Aunque no tiene la misma fuerza que Jayden y Kevin, es gracias a su creatividad y astucia que puede enfrentarse a algunos enemigos muy fuertes. Suele discutir con Kevin, aunque a pesar de ello son buenos amigos. Es el samurái del bosque.

- Emily/Yellow Samurai Ranger: Es una chica de campo que se convirtió en Ranger por casualidad. Era su hermana mayor la que se estaba entrenando para la tarea, pero cuando enfermó, Emily la sustituyó en la tarea. Respeta muchísimo a Jayden y desea ayudar al equipo en todo lo que pueda. Tiene muy poca autoestima, y piensa en serio que es muy torpe y que no merece ser una Ranger. De pequeña, la gente se metía con ella, y ella procuraba ignorarles. Toca la flauta, ya que su hermana siempre la tocaba para hacerla sentirse mejor cuando se sentía deprimida en esas circunstancias. Idoliza a Mia y desea ser como ella e imitarla en todo. Es la samurái de la tierra.

- Antonio García/Gold Samurai Ranger: Es un vendedor de pescado y el cerebro tecnológico del equipo. Es un amigo de la infancia de Jayden, a quien se unía en sus entrenamientos. Cuando se separaron de pequeños, a espaldas de todos, Jayden le regaló el Octozord, y Antonio le prometió que algún día volvería para ayudarle. Es todo lo contrario a Jayden. Si Jayden es calmado y reservado, Antonio es hiperactivo y muy expresivo. Es el único miembro del equipo que no desciende de samuráis. Con su habilidad tecnológica, logró fabricarse su propio morpher utilizando un teléfono móvil roto. También aprendió a usar sus poderes sin saber trazar kanjis, utilizando en su lugar el teclado de su morpher. Es muy buen cocinero, sobre todo de pescado y marisco, y a su llegada empieza a cocinar con frecuencia para el equipo. También es un buen cantante y guitarrista. Es el samurái de la luz.

- Lauren Shiba/Red Samurai Ranger 2: Es la hermana mayor de Jayden y la verdadera heredera del clan Shiba. Permaneció oculta mientras aprendía la técnica de sellado de Xandred mientras Jayden la sustituía. Una vez logró su objetivo, regresó y sustituyó a su hermano como líder de los Rangers, momento en el cual Jayden decidió abandonar el equipo y la mansión Shiba. A diferencia de su hermano, es más abierta de carácter, también la única capaz de comer la comida de Mia. Se preocupa mucho por su hermano y sintió mucha pena al verle partir, al igual que los otros Rangers.

### Aliados
- Mentor Ji: Es el sensei de los Rangers, quien les ayuda en su entrenamiento y les proporciona información de los enemigos. Crio a Jayden desde muy pequeño y le entrenó para luchar como el Red Ranger.

- Bulk y Spike: Bulk se ha inspirado en la aparición de los Samurai Rangers para seguir él también el camino del samurái, y tiene la intención de ayudar al hijo de su viejo amigo Skull, Spike, a que se convierta en un samurái. Spike, por su parte, desea convertirse en samurái, y para ello sigue los disparatados consejos de Bulk, lo que no suele acabar bien.[6][7]

### Arsenal
- Samuraizers: Son los dispositivos de transformación de los Rangers. Tienen una forma de teléfono móvil que les sirve de comunicador, y otra en que se plegan formando un pincel con una brocha LED con la que trazan kanjis en el aire que invocan desde sus poderes de transformación hasta otras habilidades y la invocación de los Zords. Funcionan tras pronunciar la frase "Samuraizer, Go Go Samurai".[Notas 1]
- Gold Samuraizer: Es el dispositivo de transformación del Gold Ranger, fabricado por él mismo a partir de los restos de un teléfono móvil roto. Con él puede mecanografiar los kanjis en lugar de trazarlos a mano, y así invocar sus poderes.

- Spin Swords: Son las katanas de los Rangers. Al colocar diversos discos en sus empuñaduras y hacerlos girar pueden invocar distintas habilidades o armas según el disco.
  - Mega Blades: Es una transformación de las Spin Swords cuando los Rangers entran en el modo Mega.

- Fire Smasher: Es el arma personal del Red Ranger, una espada zanbato gigante.
- Hydro Bow: Es el arma personal del Blue Ranger, un arco que dispara flechas de agua.
- Sky Fan: Es el arma personal de la Pink Ranger, un abanico.
- Forest Spear: Es el arma personal del Green Ranger, una lanza.
- Earth Slicer: Es el arma personal de la Yellow Ranger, un shuriken.

- Barracuda Blade: Es el arma personal del Gold Ranger, una espada con forma de barracuda.

- Caja negra: Es una misteriosa caja que creó el primer Red Ranger. Murió sin poder completarla, pero cuando se logró completar permitió a los Rangers acceder al modo Super Samurai.

### Zords
Los Zords reciben el nombre de Folding Zords o Zords plegables ya que normalmente se guardan plegados con la forma geométrica del sello de cada Ranger, y se despliegan trazando sobre ellos el kanji correspondiente. Cada Ranger tiene un Zord principal (dos en el caso del Gold Ranger) y después hay una serie de Zords auxiliares.
- Lion Folding Zord: Es el Zord del Red Ranger, un león que en su forma plegada es un pentágono.
- Dragon Folding Zord: Es el Zord del Blue Ranger, un dragón que en su forma plegada es un hexágono.
- Turtle Folding Zord: Es el Zord de la Pink Ranger, una tortuga que en su forma plegada es un círculo.
- Bear Folding Zord: Es el Zord del Green Ranger, un oso que en su forma plegada es un cuadrado.
- Ape Folding Zord: Es el Zord de la Yellow Ranger, un simio que en su forma plegada es un triángulo.

- Octozord: Es uno de los dos Zords del Gold Ranger, un pulpo que suele permanecer desplegado y en forma miniaturizada en el acuario del Gold Ranger.
- Clawzord: Es otro de los dos Zords del Gold Ranger, un cangrejo.
  - Claw Battlezord: Es el modo de batalla de Clawzord, en el que se transforma en un robot. Tiene cuatro modos basados en los puntos cardinales: Este, en el que utiliza las pinzas de Clawzord como arma; Oeste, en el que usa la cola de Clawzord como un fan; Sur, en el que utiliza como armas dos katanas; y Norte, en el que se combina con Octozord y obtiene la Octospear, una lanza.

- Bettle Zord: Es un Zord auxiliar, un escarabajo que normalmente utiliza el Green Ranger.
- Swordfish Zord: Es un Zord auxiliar, un pez espada que normalmente utiliza el Blue Ranger.
- Tiger Zord: Es un Zord auxiliar, un tigre blanco que normalmente utiliza el Red Ranger.
- Shark Zord: Es un Zord auxiliar, un tiburón.

- Samurai Megazord: Es la unión de Lion, Dragon, Turtle, Bear y Ape en un solo robot. Puede unirse a los Zords auxiliares o a Octozord para obtener poderes adicionales.

- Samurai Battlewing: Es la unión de Bettle, Swordfish y Tigerzord en un solo robot.

- Battlewing Megazord: Es la unión de Samurai Megazord y Samurai Battlewing para formar un Megazord de ocho piezas.
- Samurai Battle Cannon: Es la combinación de Bettle, Swordfish, Tiger y Octozord para formar un gran cañón.
- Claw Armor Megazord: Es la unión de Claw Battlezord y el Samurai Megazord.

- Lightzord: Es un Zord que normalmente utiliza el Gold Ranger, y que tiene la forma de un farolillo lanza discos.
  - Lightzord Megazord: Es una transformación en robot del Lightzord.
  - Samurai Lightzord: Es la unión de Lightzord con Dragon, Turtle, Bear y Ape para formar un Megazord.

- Bullzord: Es un Zord con la apariencia de un toro que permaneció oculto y sellado durante 300 años ya que se le consideró incontrolable tras sembrar el caos y la destrucción. Al ser reactivado en la actualidad, en principio se descontroló otra vez, hasta que lograron domarlo.
  - Bull Megazord: Es una transformación del Bullzord en un Megazord.

- Samurai Gigazord: Es la unión de los once Zords (salvo Lightzord y Shark) para formar una sola máquina masiva.

### Villanos
Los villanos son los Nighlocks, unos demonios que viven en el Inframundo y que necesitan bañarse en las aguas del río Sanzu de forma periódica, o se secarán y morirán. Su objetivo es inundar el mundo con las aguas del río Sanzu a través de las grietas que comunican el Inframundo con la Tierra. Para ello, mediante sus ataques provocan la desesperación entre los humanos, que hace que suba el nivel del río.
- Maestro Xandred: Es el líder de los Nighlocks y el más poderoso entre ellos. Su ira no conoce límites, y solo la calma la música del samishen de Dayu. Fue sellado en el Inframundo por el padre de Jayden en la última batalla anterior a la actual. Sin embargo, el sello no era perfecto y su durabilidad era temporal, y pudo romperlo, si bien los restos del sello siguen limitando su poder, que no se puede desplegar del todo por este motivo. Ahora busca desbordar el río Sanzu para poder entrar en la Tierra y conquistarla.

- Dayu: Es una de las dos principales seguidoras de Xandred, una mujer con un samishen que siempre toca para mantener tranquilo a Xandred. El samishen, que ella llama Harmonium, tiene además una hoja oculta que lo convierte en un arma.

- Octoroo: Es el segundo de los seguidores de Xandred. Es una criatura que recuerda a un calamar y que siempre lleva un bastón. Suele leer viejos libros, medir el nivel del río y preparar la medicina de Xandred. A pesar de su pequeño tamaño, es capaz de enfrentarse en combate al Gold Ranger. También conoce la magia negra y es un experto en pociones y venenos.

- Deker: Es un misterioso espadachín Nighlock que no recuerda su pasado y que tiene una maldición que le obliga a encontrar a un oponente ideal para enfrentarse a él en un duelo. Está armado con una katana llamada Uramasa y Xandred le llama "el guerrero maldito", ya que es mitad humano y mitad Nighlock. Debido a esto, puede adoptar forma humana y moverse con total libertad entre el Inframundo y el mundo humano sin necesidad de bañarse en el río. Considera al Red Ranger como su oponente ideal y busca por todos los medios enfrentarse en un combate de igual a igual contra él.

- Serrator: Es un Nighlock con seis ojos y una sonrisa espasmódica. Puede teletransportarse, emitir electricidad, extender su garra y utilizar un shaku como arma.

- Moogers: Son los soldados de campo de Xandred, unos guerreros mezcla de coral y anemona y armados con espadas y arcos. Pueden adoptar tamaño gigante para ayudar a los monstruos en la lucha contra los Zords.
- Spitfangs: Son otros soldados de campo secundarios, con apariencia de calaveras de cocodrilos con brazos y piernas.

## Episodios
| Temporada | Temporada | Episodios | Emisión original      | Emisión original        | Emisión en Hispanoamérica | Emisión en Hispanoamérica | Emisión en España       | Emisión en España       |
| Temporada | Temporada | Episodios | Primera emisión       | Última emisión          | Primera emisión           | Última emisión            | Primera emisión         | Última emisión          |
| --------- | --------- | --------- | --------------------- | ----------------------- | ------------------------- | ------------------------- | ----------------------- | ----------------------- |
|           | 18        | 23        | 7 de febrero de 2011  | 10 de diciembre de 2011 | 11 de julio de 2011       | 19 de diciembre de 2012   | 12 de noviembre de 2011 | 26 de diciembre de 2011 |
|           | 19        | 22        | 18 de febrero de 2012 | 15 de diciembre de 2012 | 6 de agosto de 2012       | 24 de diciembre de 2013   | 30 de julio de 2012     | diciembre de 2012       |

## Reparto
- Jayden Shiba: Alex Heartman
- Kevin: Najee De-Tiege
- Mia Watanabe: Erika Fong
- Mike: Hector David Jr.
- Emily: Brittany Anne Pirtle
- Antonio García: Steven Skyler
- Lauren Shiba: Kimberley Crossman
- Mentor Ji: Rene Naufahu
- Bulk: Paul Schrier
- Spike: Felix Ryan
- Xandred: Jeff Szusterman
- Dayu: Kate Elliott
- Dahlia: Rugen Du Bray
- Octoroo: Jeff Szusterman
- Deker: Rick Medina
- Serrator: Derek Judge

## Doblaje Latino
- Jayden Shiba: Javier Olguin Vega
- Kevin: Arturo Castañeda
- Mia Watanabe: Georgina Sanchez
- Mike: Jesús Guzmán
- Emily: Angélica Villa
- Antonio García
- Octoroo: Ricardo Méndez
- Lauren Shiba:Roxana Pastrana Xochitl Ugarte
- Mentor Ji: José Gilberto Vilchis
- Bulk: Carlos del Campo
- Spike: Gabriel Ortiz
- Xandred: Daniel del Roble
- Dayu: Mildred Barrera
- Deker: Leonardo García
- Serrator: Roberto Mendiola
- Wart: Claudia Bramnfsette